# Hagiomantis fluminensis
Hagiomantis fluminensis är en bönsyrseart som beskrevs av Toledo Piza 1889. Hagiomantis fluminensis ingår i släktet Hagiomantis och familjen Liturgusidae. Inga underarter finns listade i Catalogue of Life.